# Regne Boreal

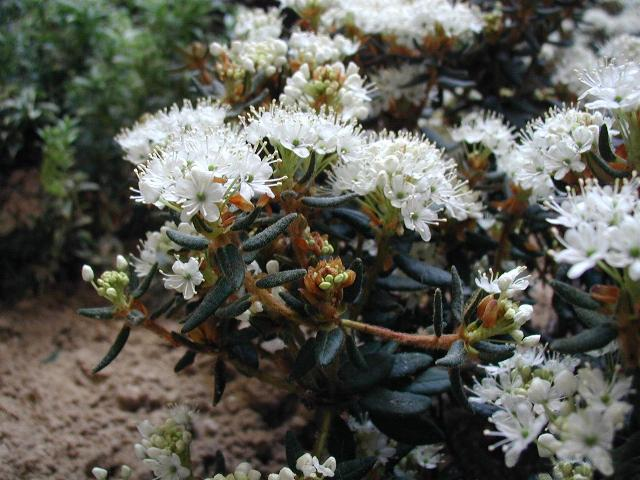
Rhododendron tomentosum

El Regne Boreal o el Regne Holàrtic (Holarctis) és un regne florístic identificat pel botànic Ronald Good (i més tard per Armèn Takhtadjan), que inclou les zones de clima temperat a àrtic d'Amèrica del Nord i Euràsia. La seva flora és heretada de l'antic supercontinent de Lauràsia. Tanmateix, gran part d'aquesta regió florística (i la major part de la regió Circumboreal) va estar sota el glaç durant el Plistocè i té una flora molt recent. Relictes del Terciari van trobar refugi a les parts sud i muntanyenques del regne florístic, especialment en la Regió Asiàtica Est i la Regió Atlàntica Americana.

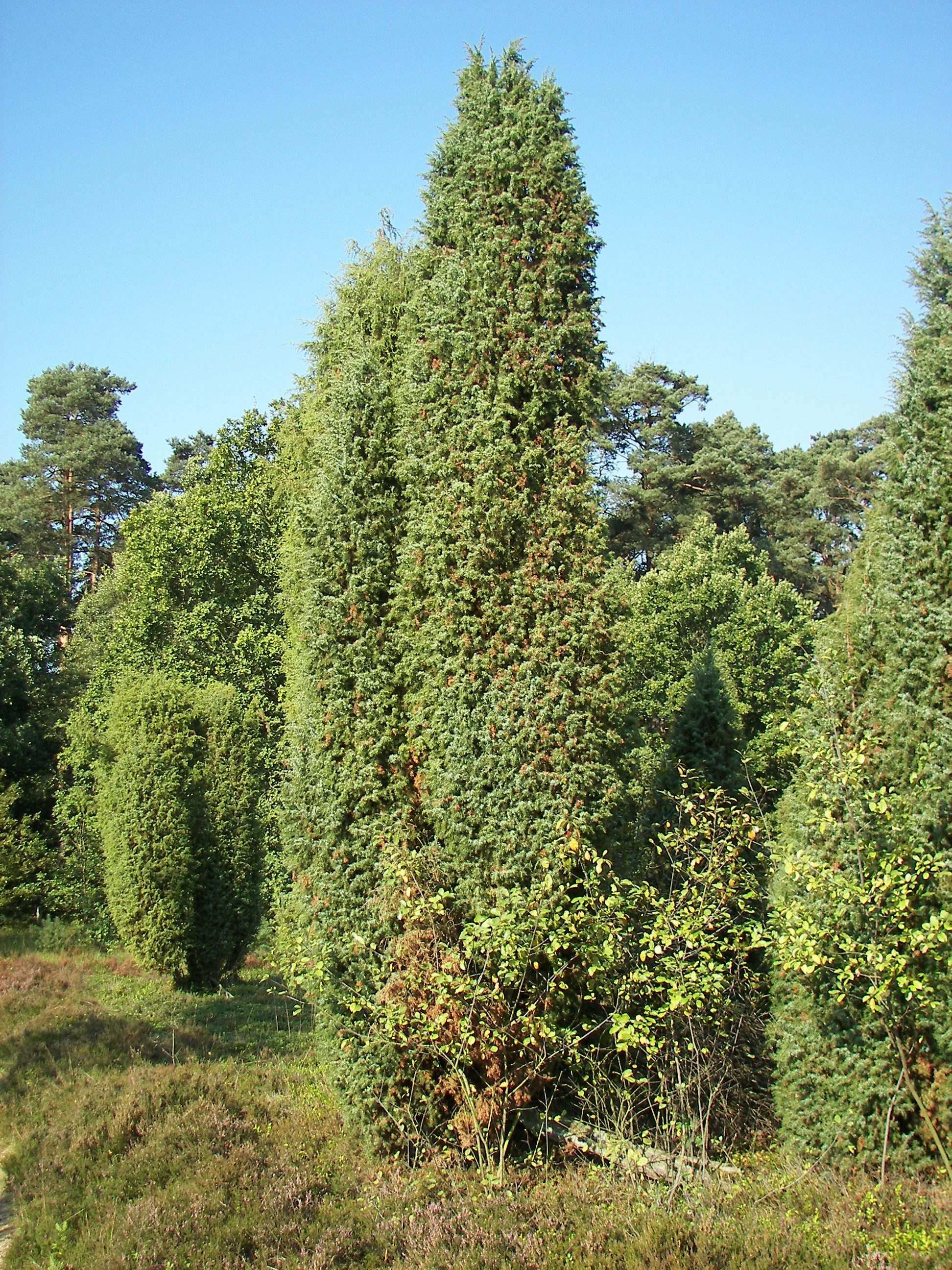
Juniperus communis subsp. communis a la bruguera de Lüneburg a Alemanya

El regne Boreal és el més extens dels regnes florístics del món.
Una regió florística és l'anàleg botànic a una ecozona, la qual té en compte la distribució de les espècies dels animals i també de les plantes. Molts biogeografs distingeixen en le regne borela dues ecozones, la Neàrtica (Amèrica del Nord) i la Paleàrtica (Euràsia). Altres, basant-se en la distribució de les famílies relacionades d'animals i plantes, inclouen la Neàrtica i la Paleàrtica en una única ecozona anomenada Holàrtica, la qual es correspon amb el Regne Boreal segons Ronald Good.

## Tipus de plantes
S'ha de fer menció al fet que les espècies de plantes de l'Amèrica del Nord temperada i Euràsia estan estretament relacionades, malgrat la seva separació per l'Oceà Atlàntic i l'Estret de Bering.
A la regió àrtica hi predominen les espècies de plantes dins les famílies de les poàcies, ciperàcies, brassicàcies, cariofil·làcies, i asteràcies. A la regió Boreal hi ha prevalença dels arbres coníferes i hi abunden espècies dins les famílies de les poàcies, ciperàcies, i asteràcies. A la regió de l'Europa mitjana hi predominen els arbres caducifolis i espècies dins les famílies poàcies, asteràcies, rosàcies, entre d'altres.
La regió mediterrània estan molt ben representades les famílies de les asteràcies, fabàcies, poàcies, brassicàcies, lamiàcies, cariofil·làcies , i apiàcies. La seva flora està altament diferenciada i amb molts endemismes. La base de la flora de les regions de Califòrnia (Sonora) i les regions Apalatxianes són els relictes dels complexos Paleogè-Neogè i Madro-Paleogè-Neogè amb endemismes.
El Regne Boreal es subdivideix en tres subregnes florístics i nou regions florístiques.

## Subdivisions

### Subregne Boreal
- Regió Circumboreal
- Regió Asiàtica Est
- Regió Atlàntica Nord-americana
- Regió de les Muntanyes Rocoses

### Subregne Tetià
- Regió Macaronèsia
- Regió Mediterrànea
- Regió Àrabo-Sahariana
- Regió Irano-Turaniana

### Subregne Madreà
- Regió Madreana